# Нова Субоцька
Нова Субоцька (хорв. Nova Subocka) — населений пункт у Хорватії, у Сисацько-Мославинській жупанії у складі міста Новська.

## Населення
Населення за даними перепису 2011 року становило 713 осіб.
Динаміка чисельності населення поселення:

## Клімат
Середня річна температура становить 11,43 °C, середня максимальна – 26,04 °C, а середня мінімальна – -5,33 °C. Середня річна кількість опадів – 925 мм.
| Клімат поселення                              | Клімат поселення | Клімат поселення | Клімат поселення | Клімат поселення | Клімат поселення | Клімат поселення | Клімат поселення | Клімат поселення | Клімат поселення | Клімат поселення | Клімат поселення | Клімат поселення | Клімат поселення |
| Показник                                      | Січ.             | Лют.             | Бер.             | Квіт.            | Трав.            | Черв.            | Лип.             | Серп.            | Вер.             | Жовт.            | Лист.            | Груд.            |                  |
| Середній максимум, °C                         | 6,80             | 8,74             | 13,07            | 17,62            | 22,76            | 26,04            | 25,12            | 24,19            | 20,41            | 15,41            | 9,91             | 5,60             |                  |
| Середня температура, °C                       | 0,73             | 2,68             | 6,99             | 11,56            | 16,67            | 19,96            | 21,44            | 20,50            | 16,72            | 11,71            | 6,20             | 1,90             |                  |
| Середній мінімум, °C                          | −5,33            | −3,4             | 0,92             | 5,48             | 10,61            | 13,90            | 17,76            | 16,82            | 13,04            | 8,04             | 2,53             | −1,77            |                  |
| Норма опадів, мм                              | 58               | 53               | 64               | 78               | 83               | 94               | 85               | 88               | 79               | 83               | 89               | 71               |                  |
| Середньомісячна швидкість вітру, м/с          | 1.70             | 1.92             | 2.30             | 2.20             | 2.02             | 1.90             | 1.80             | 1.70             | 1.66             | 1.70             | 1.72             | 1.76             |                  |
| Середньомісячна сонячна радіація, кДж/м²·день | 4325             | 7139             | 10936            | 15336            | 19620            | 22016            | 22686            | 19820            | 14799            | 9132             | 4826             | 3546             |                  |
| --------------------------------------------- | ---------------- | ---------------- | ---------------- | ---------------- | ---------------- | ---------------- | ---------------- | ---------------- | ---------------- | ---------------- | ---------------- | ---------------- | ---------------- |
| Джерело:                                      |                  |                  |                  |                  |                  |                  |                  |                  |                  |                  |                  |                  |                  |